# Гитанджали
«Гитанджа́ли» (бенг. গীতাঞ্জলি, Gitānjali, Жертвенные песнопения) — сборник, состоящий из 157 стихотворений индийского писателя и художника Рабиндраната Тагора. Англоязычная версия сборника была отмечена Нобелевской премией по литературе в 1913 году. Первое издание «Гитанджали» на бенгальском языке вышло в 1910 году. Оно включило в себя стихи, написанные в период с 1908 по 1910 года. Англоязычное издание «Гитанджали» — Song Offerings, перевод для которого был выполнен Тагором, содержало 103 стиха, часть из которых была взята из других сборников.

## Гитанджали
Название сборника состоит из двух слов: Gita (песнь) и anjali (жертвоприношение). Anjali обычно употребляется в религиозном смысле, поэтому название сборника можно перевести как «молитвенное жертвоприношение песен».
Стихи сборника в значительной мере направлены на описание отношения человека к Богу, что характерно и для других произведений Тагора. Вместе с этим, они отличаются от типичных стихов на тему религии и их нельзя причислить определённому религиозному течению. Сюжет стихов строится на описании обычных жизненных ситуаций, таких как полёт журавлей, пересечение реки, ожидание влюблённых под дверью и т.п. В них показывается неразрывность человеческой и божественной любви, и единство человека с природой и Богом.
Для бенгальских стихов «Гитанджали» характерна простота стиля и структурная компактность. Преобладает рисунок строфы, где четыре стиха с перекрёстной рифмой сменяются двустишием с новой сквозной, а в заключительном двустишии последняя строка рифмуется со второй и четвёртой: ab ab cc db. Иногда Тагор обновляет строфу, включая трёхстишие ccc, а в некоторых случаях расширяет строфу двустишием с последней рифмой b, создавая музыкальный эффект.

## Англоязычное издание и Нобелевская премия
В 1912 году Тагор запланировал поездку в Европу, во время которой хотел встретиться с многими известными деятелями культуры. Вследствие болезни, отплытие из Индии состоялось не 19 марта, а 27 мая. В этом промежутке времени Тагор, восстанавливая силы в Шилайде (англ. Shelaidaha), занялся переводом некоторых своих стихов на английский язык. Позднее он писал племяннице Индире Деби:

… Но у меня не было сил сесть и писать что-то новое. Итак, я взял стихотворения из «Гитанджали» и занялся тем, что стал переводить их одно за другим. 
— 6 мая 1913 г.
К прибытию в Лондон, Тагор заполнил переводами несколько тетрадей. Первым слушателем стихов стал Уильям Ротенштейн, позжде познакомивший с ними Уильяма Йейтса и других. По его же предложению Индийское общество издало сборник стихотворений тиражом 750 экземпляров, предисловие к которому написал Йейтс.
Первое издание увидело свет в Лондоне, в ноябре 1912 года, когда Тагор, по предложению сына Ротхиндроната, поехал в США и находился в Иллинойсе. В целом, оно было воспринято благожелательно, и в следующем году издательство Макмиллан выпустило второе издание «Гитанджали» и переводы некоторых других поэтических сборников и рассказов Тагора.
Уже вернувшись в Индию, Тагор узнал, что 13 ноября 1913 года ему была присуждена Нобелевская премия по литературе:

за глубоко прочувствованные, оригинальные и прекрасные стихи, в которых с исключительным мастерством выразилось его поэтическое мышление, ставшее, по его собственным словам, частью литературы Запада.
Оригинальный текст (англ.)because of his profoundly sensitive, fresh and beautiful verse, by which, with consummate skill, he has made his poetic thought, expressed in his own English words, a part of the literature of the West.
— The Nobel Prize in Literature 1913 (англ.). Nobelprize.org. Дата обращения: 28 марта 2011. Архивировано 10 августа 2011 года.
Бенгалиязычное и англоязычное издания «Гитанджали» существенно различаются. В последнее, так же известное под названием Songs offering, вошёл 51 стих из бенгалиязычного издания, и стихи из других сборников: 18 из «Гитималья» (Gitimalya), 16 из «Найведья» (Naivedya), 11 из «Кхейя» (Kheya), 3 из «Шишу» (Shishu) и по одному из «Гхайтали» (Ghaitali), «Смарана» (Smarana), «Кальпана» (Kalpana), «Утсарга» (Utsarga) и «Ачалаятан» (Achalayatan).